# Менесфей
Менестей, також Менесфей (грец. Μενεσθεύς) — син Петея, онук Орнея, який відняв у Тесея владу в Афінах.